# Gunther Hauser
Gunther Hauser (* 1968) ist ein österreichischer Politikwissenschaftler.

## Leben
Hauser studierte Politikwissenschaft an der Universität Innsbruck (Mag.). Sein Doktoratsstudium absolvierte er an der Universität Salzburg. 1997/98 war er Parlamentarischer Ausschussmitarbeiter im Europäischen Parlament in Brüssel und Straßburg und von 1998 bis 2000 wissenschaftlicher Mitarbeiter und Organisationsreferent am Österreichischen Institut für Europäische Sicherheitspolitik.
Seit 2000 ist er im Bundesministerium für Landesverteidigung und Sport (BMLVS) tätig. 2010 wurde er Leiter des Referats Internationale Sicherheit am Institut für Strategie und Sicherheitspolitik der Landesverteidigungsakademie (LVAk) in Wien.
2006 wurde er stellvertretender Präses des Wissenschaftlichen Forums für Internationale Sicherheit (WIFIS) an der Führungsakademie der Bundeswehr (FüAkBw) in Hamburg. Seitdem ist er auch Lehrbeauftragter am Zentrum für Europäische Integration und Wirtschaftsrecht an der Donau-Universität Krems, wo er 2014 Ehrenprofessor wurde. Er ist ebenfalls Lehrbeauftragter am European Security and Defence College (ESDC), beim EMILYO/Erasmus militaire, an der Theresianischen Militärakademie (TherMilAk) und der Heeresunteroffiziersakademie (HUAk). Darüber hinaus hielt er etliche Gastvorträge.

## Schriften (Auswahl)
- Der Parlamentarismus während der ÖVP-Alleinregierung 1966–1970 (= Rechts- und sozialwissenschaftliche Reihe. Bd. 16). Lang, Frankfurt am Main u. a. 1996, ISBN 3-631-30830-2.
- Österreich – dauernd neutral? (= Studien zur politischen Wirklichkeit. Bd. 14). Braumüller, Wien 2002, ISBN 3-7003-1421-3.
- Sicherheitspolitik und Völkerrecht. Lang, Frankfurt am Main u. a. 2004, ISBN 3-631-52480-3.
- mit Franz Kernic (Hrsg.): Handbuch zur europäischen Sicherheit. 2. durchgesehene Auflage, Lang, Frankfurt am Main u. a. 2006, ISBN 3-631-55046-4.
- Die NATO – Transformation, Aufgaben, Ziele. Lang, Frankfurt am Main u. a. 2008, ISBN 978-3-631-57367-9.
- Das US-Raketenabwehrsystem als sicherheitspolitische Herausforderung für Europa (= WIFIS aktuell. 40). Edition Temmen, Bremen 2008, ISBN 978-3-86108-034-3.
- mit Michael Staack, Elmar Wiesendahl (Hrsg.): Zielsetzung und Wirksamkeit von Auslandseinsätzen (= Schriftenreihe des Wissenschaftlichen Forums für Internationale Sicherheit. Bd. 28). Edition Temmen, Bremen 2009, ISBN 978-3-8378-4009-4.
- mit Franz Kernic (Hrsg.): China. The rising power. Lang, Frankfurt am Main u. a. 2009, ISBN 978-3-631-58269-5.
- Europas Sicherheit und Verteidigung. Der zivil-militärische Ansatz. Lang, Frankfurt am Main u. a. 2010, ISBN 978-3-631-59401-8.
- China – eine Regionalmacht auf dem Weg zur Supermacht (= WIFIS aktuell. 43). Edition Temmen, Bremen u. a. 2010, ISBN 978-3-8378-4101-5.
- mit Sven Bernhard Gareis, Franz Kernic (Hrsg.): The European Union – a global actor?. Budrich, Opladen u. a. 2013, ISBN 978-3-8474-0040-0.
- Neutralität und Bündnisfreiheit in Europa. Sicherheitspolitische Herausforderungen für neutrale und bündnisfreie Staaten in Europa zu Beginn des 21. Jahrhunderts (= WIFIS aktuell. Bd. 52). Budrich, Opladen u. a. 2015, ISBN 978-3-8474-0621-1.